# Севериан Гавальский
Севериа́н (др.-греч. Σεβηριανὸς Γαβάλων; лат. Severianus; ум. после 408 года) — епископ Гавалы в Сирии, христианский проповедник и писатель. Прославился своим красноречием и, как и Иоанн Златоуст, был назван Златоустом.

## Биография
Основные источники сведений о Севериане это две одноимённые книги — «Церковная история», автор одной из них — Сократ Схоластик, а другой — Ермий Созомен. Оба историка пишут о том, что Севериан был епископом Гавалы и прекрасным проповедником, он славился красноречием. Однако, греческие слова Севериан произносил не совсем чисто, а с сирийским акцентом.
Узнав об успешной проповеднической деятельности Антиоха Птолемаидского в Константинополе, Севериан вслед за ним отправился проповедовать в столице империи около 400 года. В Константинополе, благодаря своей проповеднической деятельности, Севериан стал очень знаменитым; он пользовался уважением архиепископа Иоанна Златоуста, а также императора Аркадия и императрицы Евдоксии. В 401 году Иоанн Златоуст отправился в Асию, вместо себя в столице оставил Севериана и поручил ему свою Церковь, так как считал его добрым другом. Севериан, благодаря своим проповедям в Константинополе, приобретал более и более любви от своих слушателей. Оставшийся в столице архидиакон Серапион, рукоположенный Иоанном Златоустом, а впоследствии им же во епископа Гераклеи Фракийской, возбудил ревность в Иоанне Златоусте по отношению к Севериану.
После возвращения Иоанна из Асии, Севериан проходил мимо Серапиона, но последний не отдал ему должной чести, как епископу, и остался на своем месте, показав тем, что для него ничего ни значит присутствие Севериана и что презирает этого человека. Севериан, огорчившись этим, вскричал: «если Серапион умрет Христианином, то Христос не вочеловечился». По данному делу архидиаконом Серапионом представлены были лжесвидетели перед Иоанном Златоустом, сторонники Серапиона; они скрыли сказанное все в целости, а засвидетельствовали только выражение: «Христос не вочеловечился». Обвиненный в этом от Серапиона, Севериан был изгнан Иоанном из города, как оскорбитель и богохульник. Об этой ссоре, чрез приверженцев Севериана, узнала императрица Евдоксия и изгнанного епископа Севериана немедленно возвратила из Халкидона. Однако Иоанн, несмотря на ходатайство многих, отказывался от свидания с Северианом, пока императрица Евдоксия в церкви Апостолов, не положила к ногам Иоанна Златоуста своего сына, будущего императора Феодосия II, пока своими просьбами и многократными мольбами не восстановила кое-как дружбы Златоуста с Северианом.
Патриарх Фотий в книге «Библиотека» сообщал, что в июле 403 года Севериан участвует в качестве обвинителя против Златоуста на Соборе при Дубе, благодаря и его стараниям Иоанн Златоуст был низложен с архиерейской кафедры Константинополя. Седьмое обвинение Собора при Дубе — Иоанн Златоуст интриговал против Севериана и настроил деканов против него.
Несмотря на низложение Златоуста, о Севериане хорошо отзывается Геннадий Массилийский в 21 главе книги «О знаменитых мужах», которая посвящена Севериану. Геннадий сообщает о том, что Севериан был сведущ в Священных Писаниях и известен своими проповедями. Призывался он часто в Константинополь епископом Иоанном и императором Аркадием, которые стремились к его обществу и к разговору с ним. Геннадий также пишет, что он прочитал книги Севериана размышления о крещении в «Послании к галатам», также и «О празднестве Богоявления» — сочинение исключительно похвальное. Феодорит Кирский в своём сочинений «Еранист» приводит цитату Севериана Гевальского, направленную против монофизитства, приводит цитату Севериана против монофизитов и Анастасий Синаит в своём сочинении «Путеводитель». Геннадий сообщает о том, что Антиох умер в годы правления императора Феодосия Младшего, то есть после 408 года.

## Труды
Неблагоприятный образ действий Севериана по отношению к Иоанну заставил забыть его проповедническую деятельность, о которой с большой похвалой упоминают древние историки — Сократ, Созомен, Палладий Еленопольский, Исидор Севильский. Проповеди Севериана часто смешивались с проповедями Василия Великого, Иоанна Златоуста и Петра Хризолога. До настоящего не решен вопрос, кому принадлежат проповеди, изданные в XVI—XVII веках, и собранные вместе в издании Patrologia Graeca (тома 47—64) в числе Златоустовых, но имеющие в рукописях надпись имени Севериана. Всего известно всех проповедей Севериана, в целом виде или в отрывках, больших или малых, 107—109 заглавий. Из них напечатана лишь часть.
В шести беседах о книге Бытия Севериан старается каждое творение пояснить с точки зрения известного ему естествознания (наподобие мнения о плоской Земле, на которую опирается небесный свод); это — не столько нравоучительные проповеди, как у Златоуста, сколько лекции по тогдашней натурфилософии. Современные ученые считают Севериана человеком обширного богословского и общего образования. В догматических и полемических «словах» Севериана (против еретиков) виден диалектик весьма искусный и тонкий; в этом сходство Севериана с Григорием Богословом. Вопрос о том, к какой богословской школе своего времени принадлежал Севериан, остается пока нерешенным, за недостаточным исследованием специалистами его сочинений, доселе большей частью неизданных; но судя по тем сочинениям Севериана, которые уже изучены, его можно признать апологетом Никейского символа. Некоторое пристрастие к аллегорическому методу толкования Священного Писания указывает на близкое отношение Севериана к Александрийской богословской школе.
По внешнему строю его проповеди отличаются большой логичностью, хорошим схематизмом; не только «слова», но и «беседы» имеют почти все заранее начертанный оратором или указываемый ходом мысли план. В этом отношении Севериан очень близко сходится с Астерием Амасийским, Евсевием Кесарийским (как проповедником) и другими ораторами церковными IV века, которые установили тематизм (сопоставление тем) и строго-систематическое изложение речи, хотя и не по всем правилам древней риторики, так как давали место в проповеди религиозному экстазу и профетизму. При силе, яркости и остроумии мысли, у Севериана не всегда изящна и правильна стилистически фраза: недостаточно ли хорошо знал по гречески этот сириец, или он не имел обыкновения тщательно обрабатывать фразу в проповедях — еще не решено; можно предполагать и то, и другое.
В 65-м томе Patrologia Graeca помещено только одно сочинение Севериана — «Шестоднев».